# Sarphati Sanitation Awards
Премії Sarphati Sanitation Awards були створені в 2013 році для вшанування окремих осіб або організацій, які зробили внесок у глобальну санітарію та охорону здоров'я, зокрема через підприємництво. Вони присуджуються кожні два роки та названі на честь Самуеля Сарфаті, голландського інженера, що займався санітарією. Вони були створені World Waternet, Нідерландським водним партнерством і Aqua for All і схвалена Міністерством закордонних справ Нідерландів через його Генеральний директорат з міжнародного співробітництва. У 2018 році до них приєднався WSSCC. Зазвичай їх вручають під час Амстердамського міжнародного тижня води.
Спочатку це була одна нагорода, а з 2015 року нагороди були розділені на премію Sarphati Sanitation Award за життєві досягнення та премію Sarphati Sanitation Award для перспективних підприємців. Останній супроводжується призом у 25 000 євро.

## Список нагород
- 2013 рік: Sanergy, кенійська компанія, яка використовує контейнерну каналізацію як альтернативу каналізації.
- 2015:[2]
  - Життєві досягнення: Доктор Камал Кар з Фонду CLTS.
  - Премія молодого підприємця: Аарт ван ден Беукель, директор Safi Sana, голландської компанії, що надає санітарні послуги в країнах, що розвиваються, для виробництва енергії з відходів.
- 2017 рік:
  - Досягнення за все життя: Саша Крамер, співзасновник компанії SOIL, яка надає санітарні послуги на Гаїті.
  - Молодий підприємець: Товариство FINISH, яке забезпечує санітарію разом із фінансовою доступністю, охороною здоров'я та управлінням відходами.
- 2019 рік:
  - Досягнення всього життя: Джокін Арпутем, співзасновник і президент Slum Dwellers International, глобального масового руху міської бідноти.
  - Перспективний підприємець: нічия між x-runner в Перу та Tiger Toilet в Індії; Також була номінована Live Clean Zambia.[3][4]